# Comté de Varais
Ve siècle – 982
Entités précédentes :
- Royaume des Burgondes :
- Maxima Sequanorum

Entités suivantes :
- Royaume de Haute-Bourgogne :
- Comté de Bourgogne

Le comté de Varais ou comté de Warasch , (comitatu Guaraschensi dans les textes en latin) occupait l'actuel l'arrondissement de Pontarlier dans le département du Doubs. Plus précisément il s'étendait de Rougemont à Poligny du nord au sud et des sommets des monts du jura jusqu'aux rives du Doubs d'est en ouest ; sa capitale était Baume-les-Nones.

## Étymologie
Le mot Warasch tirerait son origine de l'allemand Wahren : garder, d'après Droz (dans Histoire de Pontarlier, page 29). Pour Gingins (Essai sur l'établissement des Bourguignons, page 33 et suivantes) ce mot serait dérivé de Varais ou Waresgau, Pagus Varascorum vient de Varasques, Warhes, Wahres man, capite civili proediti car ce canton avait été occupé par des soldats bourguignons auxquels avaient été assignés des lots de terres et que c'était ainsi qu'étaient nommés les chefs de familles pourvus de biens héréditaires et qui jouissaient de tous leurs droits civils et politiques. Quant à Bullet (dans mémoire sur la langue celte, tome &, page 139) il fait dériver ce mot de Var: montagne et Ac ou Asc qui signifie habitants.

## L'origine du comté
Il avait été fondé avec l'arrivée des Burgondes en Séquanie dans le courant du Ve siècle et était l'un des cinq composants de la Franche-Comté historique avec les comtés de Scoding, (ou Escuens), d'Amaous, de Port et la ville de Besançon ; cette organisation a subsisté jusqu'au XIIIe siècle. Le comté de Warasch comptait parmi ses gens de noblesse les familles de Montbéliard, de la Roche et de Montfaucon ; avec elles s'ajoutaient les baronnies d'Arguel, de Salins, de Granges, de Cusance, de Belvoir, de Rougemont, de Neuchâtel-Bourgogne et de Scey.

## Saint Sigismond
Sigismond, roi des Burgondes, qui avait fondé en 515 ou 517 l'abbaye d'Agaune lui avait fait en donation une grande partie du comté de Warasch et du Scoding : In pago Bisuntinensi Salinum cum castro de Bracon, Miegens, Salins, Bracon et Mièges se trouvaient autour de Pontarlier. Charte de donation dans Histoire des sires de Salins, tome II, aux preuves, p. 1 et dans Histoire de Bourgogne, tome I, p. 321).
Un autre texte atteste son existence au XIe siècle, c'est l'acte de confirmation par lequel Rodolphe III, roi de Bourgogne, confirme à Ermengarde ou Ermenburge, femme d'Humbert II de Salins, les biens qu'il avait donné à son père Lambert comte de Vaud ecclesia quoe est in honore sancti Gorgonii in villa quoe dicitur albonna in episcopatu Vesonciensi in comitatu Guaraschensi. 
En 870, Louis II de Germanie et Charles II le Chauve se partagent le royaume de Lothaire II ; Louis se voyant remettre les comtés de Warasch, Amaous et Port, ainsi que les abbayes de Faverney, Poligny, Luxeuil, Lure, Baume, Altapetra et Château-Chalon.